# جشن

یک نقاشی رنگ روغن روی بوم از جشن که در سال ۱۸۸۸ توسط نقاش دانمارکی پیدر سورین کرویر کشیده شده‌است.

جشن، گرد هم آمدن کسانی به دعوت میزبان برای ایجاد رابطه اجتماعی، تفریح یا گفت‌وگو است. گاهی نیز به‌عنوان بخشی از یک جشنواره یا بزرگداشت یا یک رویداد ویژه است. یک جشن بیشتر شامل پذیرایی، گفت‌وگو، موسیقی، رقص یا دیگر گونه‌های سرگرمی است.
در معنای اصلی میتینگ یا پارتی به معنی پذیرایی میزبان از مهمان است. در میان جوانان جشن به پارتی یا میتینگ نیز معروف است. جشن‌ها ممکن است به منظورهای فردی یا اجتماعی برگزار گردند. افراد درجشن، میتینگ یا پارتی به گفت و گو و شادی می‌پردازند. در میتینگ‌ها افراد، مهمانِ میزبان می‌شوند و میزبان از مهمان پذیرایی می‌کند.
برخی از جشن‌ها به افتخار یک فرد خاص، روز یا رویداد به‌طور مثال جشن تولد در یک مکانی می‌گیرند. این مکان ممکن است در رستوران‌ها، بارها، باغ، کاباره‌ها و کافه‌ها و مکان‌های دیگر وجود داشته باشد و هزینهٔ این جشن‌ها به عهدهٔ فرد میزبان است.

## انواع جشن‌ها

### جشن تولد

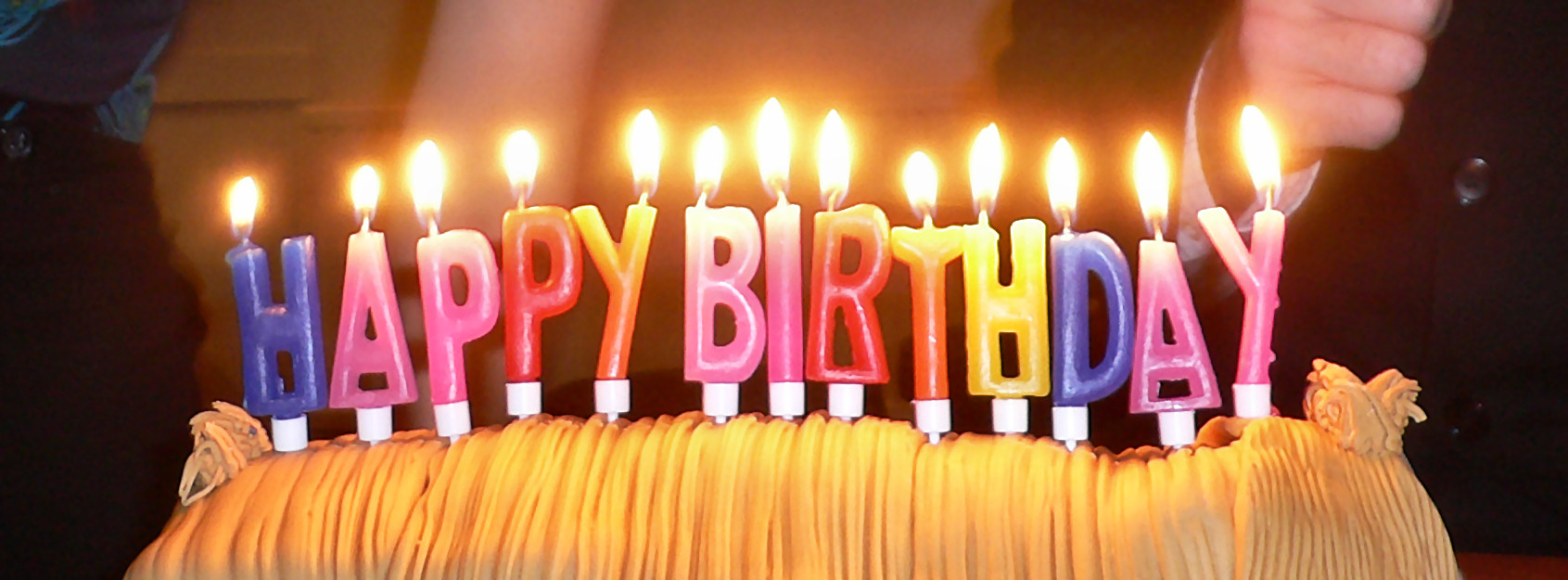
کیک تولد

جشن تولد جشن سالگرد کسی است که در آن روز آن فرد به دنیا آمده‌است. این سنت در اواسط قرن نوزدهم آغاز شده اما تا اواسط قرن بیستم محبوب نشده‌است. جشن تولد یکی از ویژگی‌های بسیاری از فرهنگ‌ها می‌باشد.

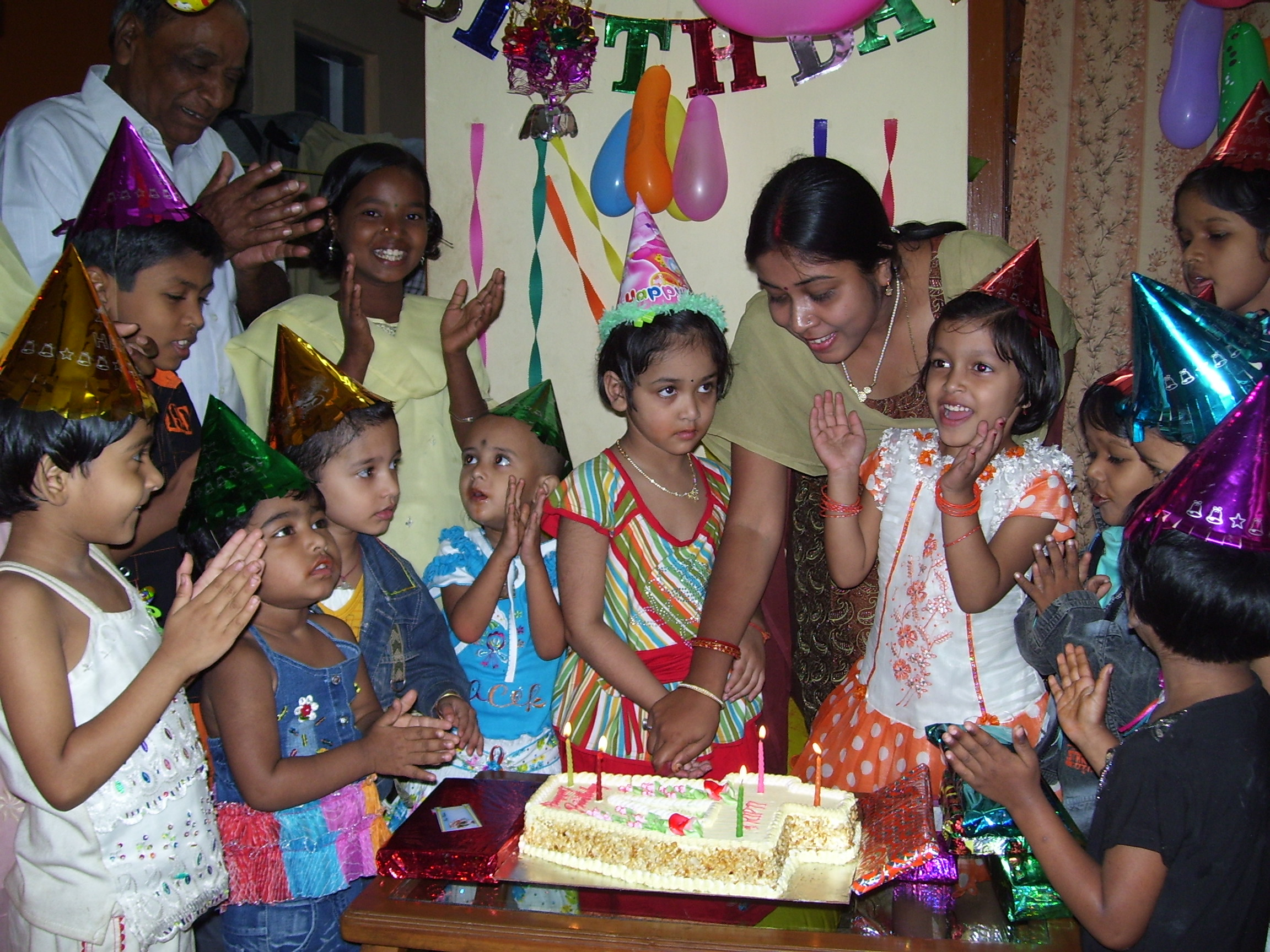
کودکان در جشن تولد

در فرهنگ‌های غربی جشن تولد شامل تعدادی از آیین‌های مشترک است. مهمانان ممکن است بخواهند هدیه‌ای برای میزبان بخرند و در جشن تولد به او بدهند. مکان‌های جشن اغلب تزیین شده‌اند. معمولاً دکوراسیون رنگارنگ مانند و دارای بالن و قطعات رنگی است. در جشن تولد معمولاً برای کسی که تولدش است کیک تولد می‌گیرند که معمولاً شمع را روی آن قرار داده و آن را روشن می‌کنند. سپس از او می‌خواهند که آرزویی بکند و سپس شمع را فوت کند. سپس به وی اولین قطعهٔ کیک را می‌دهند و گاهی همراه ان آهنگ تولد مبارک را می‌گذارند. در جشن تولد کودکان زمانی است که آن‌ها هدیه‌هایی که مهمانان برایش کادو آورده‌اند را باز کنند هم چنین در بعضی اوقات کلاه کاغذی مخروطی مانند که شکل رنگارنگی دارد را بر روی سر آن‌ها و هم چنین مهمانان می‌گذارند و سپس هدایا باز می‌شود.
میتینگ
افراد در میتینگ‌ها گرد هم جمع می‌شوند. میتنگ‌ها دسته‌های مختلفی مانند میتینگ تولد، میتینگ رَپ و… تقسیم می‌شوند.

### مهمانی شام
مهمانی شام یک گردهمایی اجتمایی است که در آن مردم با خوردن شام در کنار یکدیگر که معمولاً در خانهٔ میزبان می‌باشد صورت می‌گیرد. در این مهمانی میزبان و مهمان قبل از خوردن شام در اتاق نشیمن به گفتگو می‌پردازند و معمولاً تنقلات و چیزهای دیگری را نیز می‌خورند. در این مهمانی‌ها معمولاً سه وعده وجود دارد که عبارتند از پیش غذا، غذای اصلی و دسر هستند.

### مهمانی چای

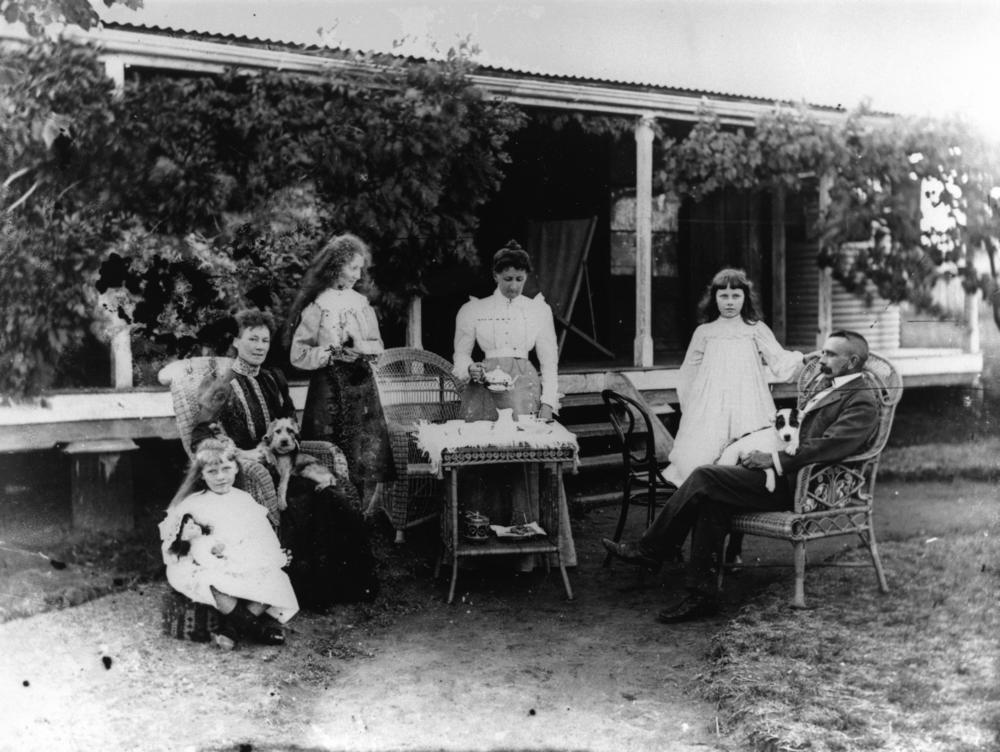
مهمانی چای در استرالیا بین سال‌های ۱۹۰۰ تا ۱۹۱۰

در فرهنگ انگلیسی و آمریکایی مهمانی چای یک گردهمایی رسمی برای چای بعد از ظهر است. این مهمانی در اصل سنتی است برای زنان البته ممکن است مردان نیز به این مهمانی دعوت شده باشند. در بعضی مواقع مانند مواقعی که آب و هوای سرد باشد میزبان از شکلات داغ نیز برای پذیرایی استفاده می‌کند و حتی همراه با خوردن چای از ساندویچ نازک، موز، برش کیک، نان و هم چنین کوکی نیز استفاده می‌شود.
پارتی
پارتی یکی دیگر از انواع جشن است و در زبان انگلیسی پارتی همان معنا ی جشن در زبان فارسی را می‌دهد.

### جشن خیابانی

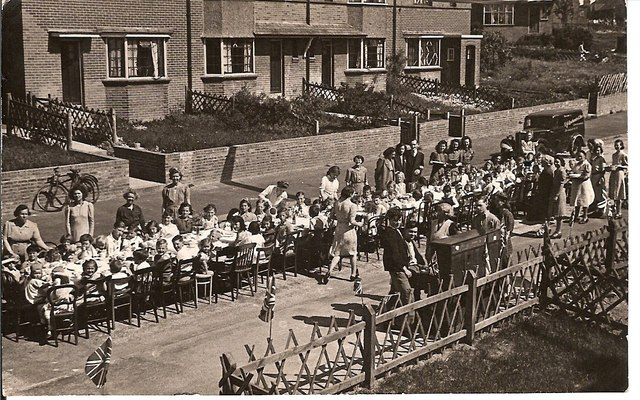
پارتی خیابانی در سال ۱۹۴۵ در مارگیت برای پیروزی در جنگ جهانی دوم

این جشن معمولاً عمومی است یعنی توسط ساکنان یک ساختمان یا محله انجام می‌شود. این جشن به‌طور معمول در یکی از خیابان‌های شهر که تردد زیاد است برگزار می‌شود. در این جشن مردم به همدیگر نوشیدنی یا شیرینی تعارف می‌کنند.

### آواز جشن کریسمس
در فرهنگ انگلیسی و آمریکایی در طول فصل کریسمس افراد در یک محله از خانه به خانه می‌روند و آواز کریسمس می‌خوانند. در اسپانیا به این نام "El Aguinaldo" شناخته می‌شود که با انگلستان و ایالات متحده یکی است ولی تنها فرقش این است که به بچه‌ها آموزش داده می‌شود..

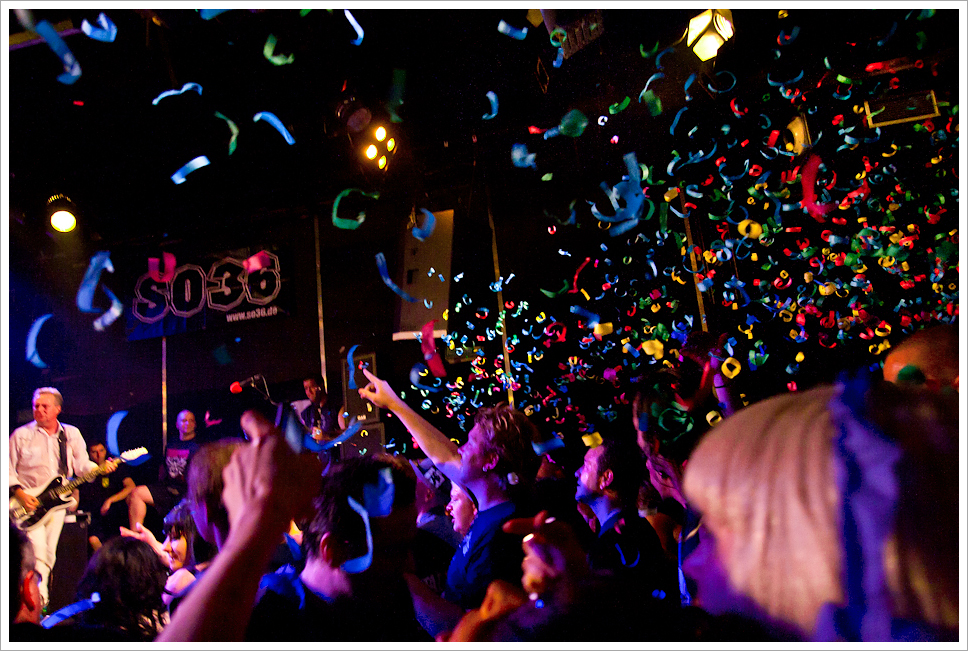
یک مهمانی (جشن) رقص و شاد

### مهمانی جمع‌آوری کمک‌های مردمی
این مهمانی به منظور جمع‌آوری پول و کمک‌های مردمی است که برای برخی از نهادها مانند مدرسه، یتیم خانه، صدقه، کسب و کار یا مبارزات انتخاباتی برگزار می‌شود. در ایران به آن جشن گلریزان می‌گویند.

### جشن فارغ‌التحصیلی
در بعضی از نقاط برای جشن فارغ‌التحصیلی از مدرسه، کالج یا دانشگاه برای شخصی یا چندین نفر برگزار می‌شود.

### جشن‌های نوجوانان و جوانان
در جشن‌هایی که این گروه‌های سنی می‌گیرند معمولاً نور، موسیقی، رقص و شادی حرف نخست را می‌زند. معمولاً این نوع جشن‌ها تاحدودی با محدودیت‌های اعمال‌شده از سوی مسن‌ترها روبرو می‌شود.

## نگارخانه

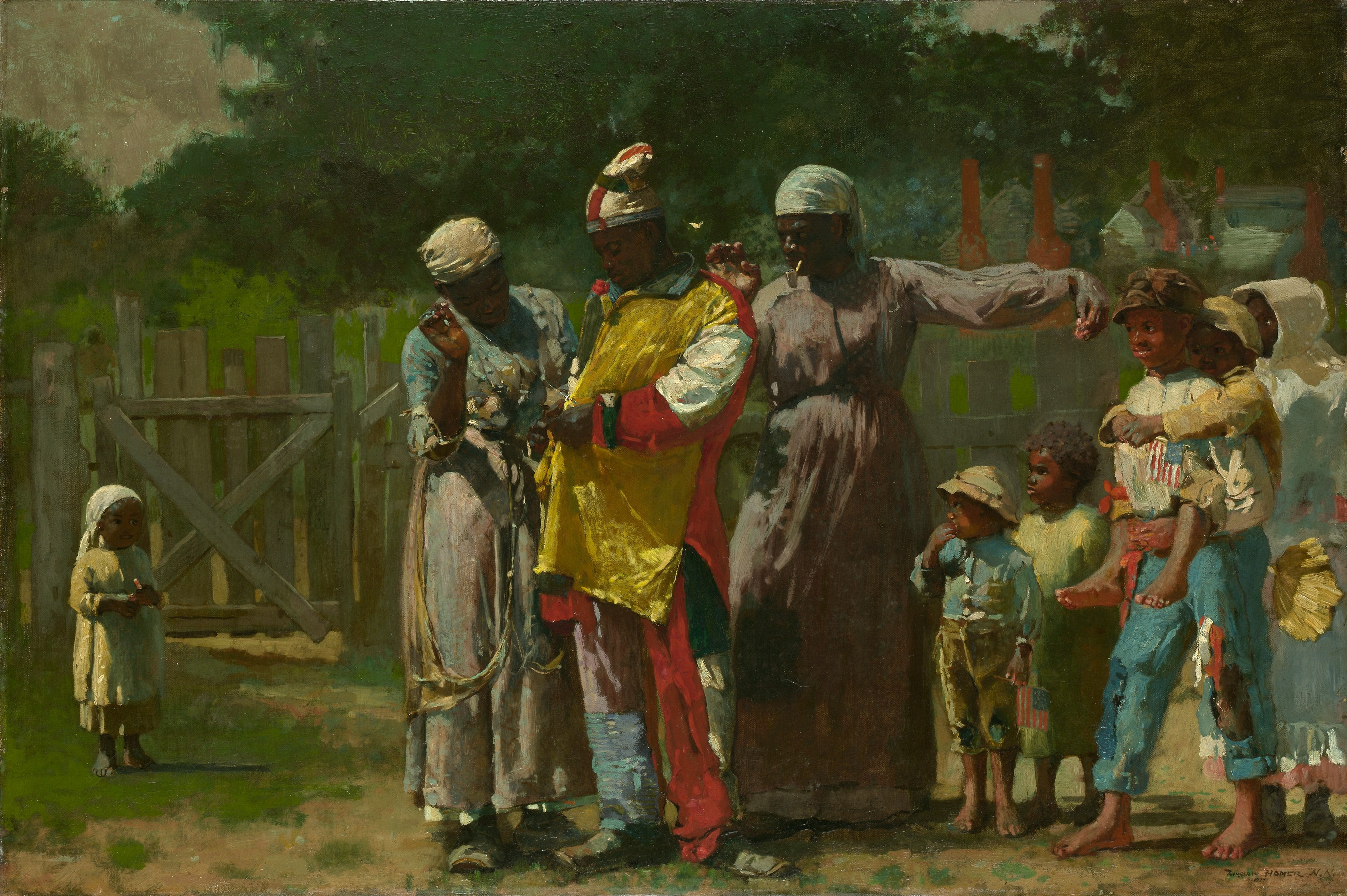
مهیا شدن برای جشن اثر وینسلو هومر
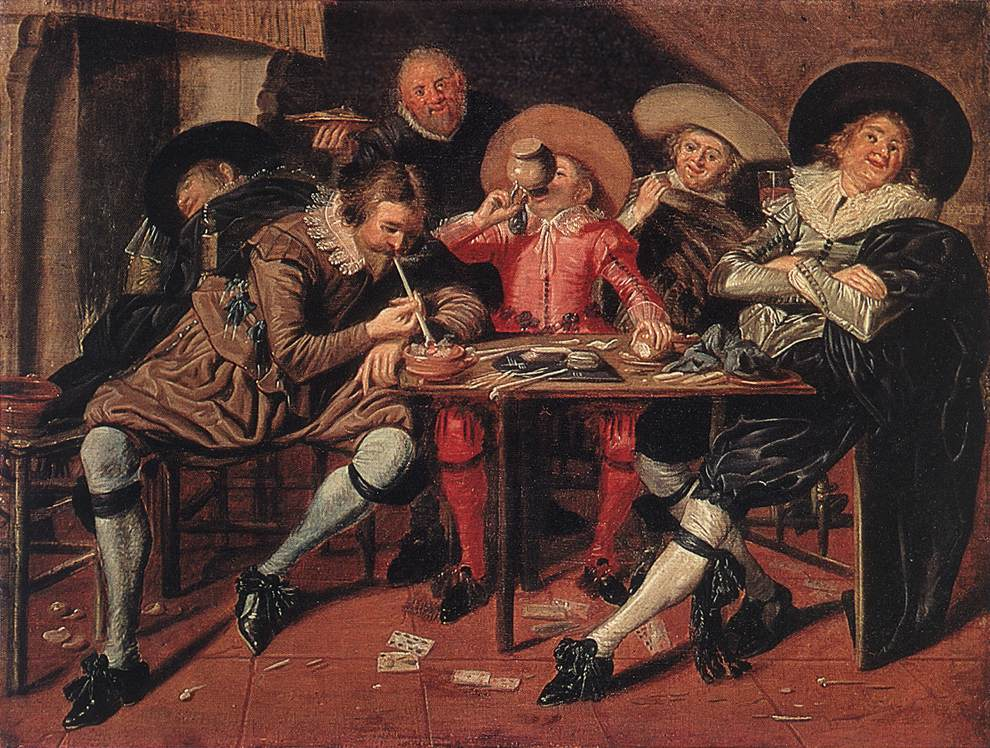
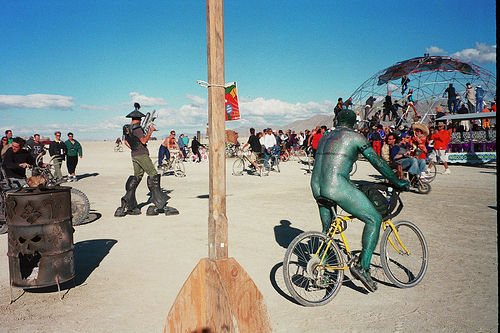
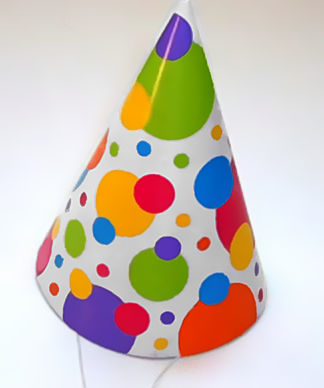
کلاه جشن (Party hat)
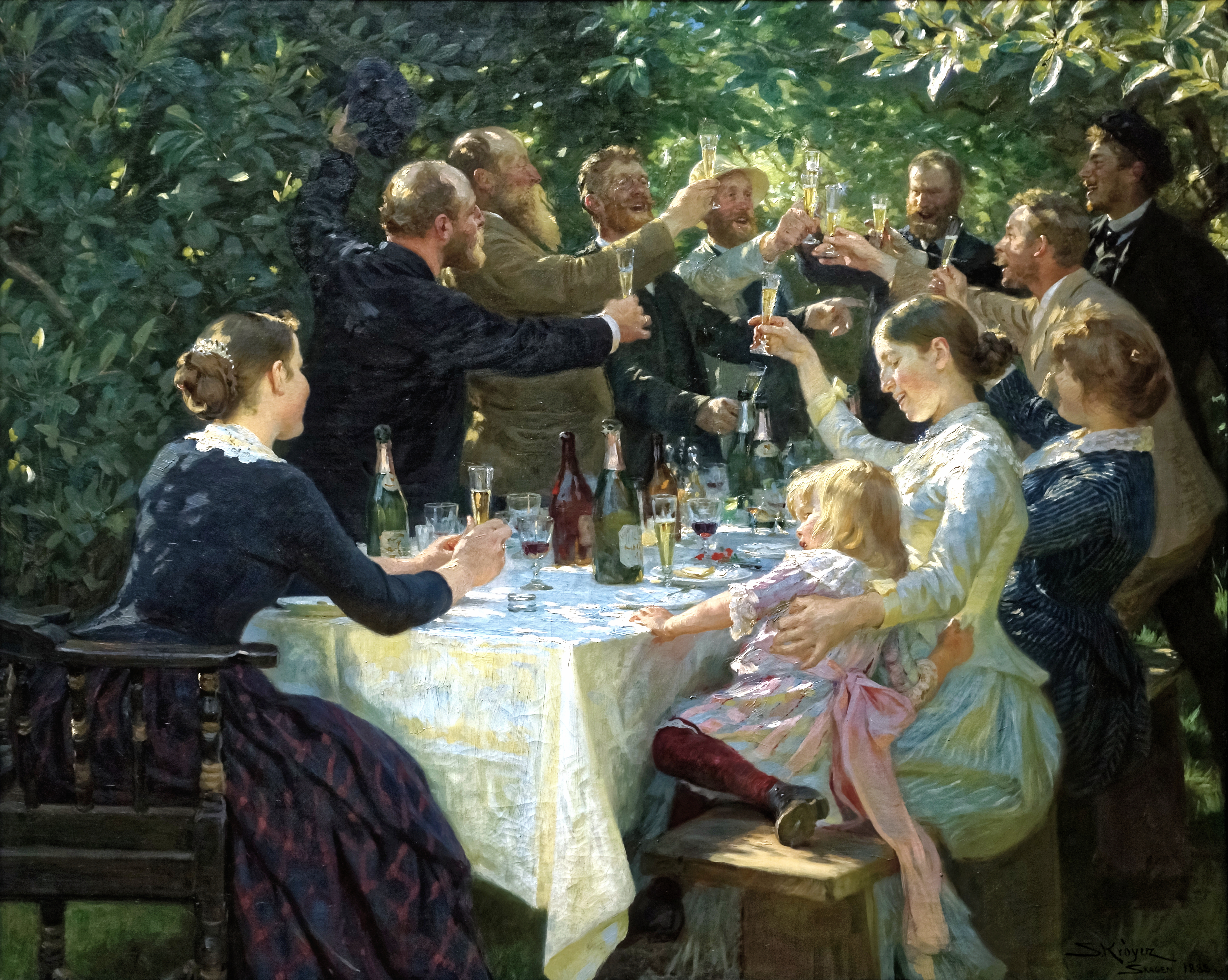
هیپ، هیپ، هورا! اثر پیدر سورین کرویر